# 魏國大長公主
魏國大長公主（？—1008年），為北宋宋太祖嫡長女，母孝惠皇后。
開寶三年，封為昭慶公主，下嫁左衛將軍王承衍，賜宅第於景龍門外。宋太宗即位後，進封鄭國昭慶公主。淳化元年（990年），改封秦國昭慶公主。宋真宗即位後，公主以真宗堂姐的身分，在至道三年（997年），進封為秦國昭慶長公主。大中祥符元年（1008年）逝世，賜諡賢肅。元符年間改封魏國大長公主。宋徽宗政和年間，改諡賢肅大長帝姬。